# Dysaphis tadzhikistanica
Dysaphis tadzhikistanica är en insektsart. Dysaphis tadzhikistanica ingår i släktet Dysaphis och familjen långrörsbladlöss. Inga underarter finns listade i Catalogue of Life.